# روسپین (لوئیزیانا)

روسپین

روسپین (به انگلیسی: Rosepine) شهری در ایالت لوئیزیانا کشور ایالات متحده آمریکا است که جمعیت آن در سرشماری سال ۲۰۱۰ میلادی، ۱٬۶۹۲ نفر بوده‌است.